# Villervalle i Söderhavet (TV-serie)
Villervalle i Söderhavet, är en svensk TV-serie från 1963, i regi av Torgny Anderberg, efter boken med samma namn från 1957 av Bengt Danielsson.

## Handling
Läkaren Ernst Botman – i filmen kallad pappa – har av den internationella FN-organisationen Unesco som näringsspecialist fått i uppdrag att resa till Söderhavsöarna för att där undersöka den eventuella förekomsten av svält och dålig kost. Familjen i övrigt, bestående av mamma och barnen Villervalle och Lenalisa, kräver att få följa med. Sedan även barnens farmor ställt upp som deltagare i expeditionen för att övervaka läxläsningen kan Botmans förbereda resan. Färden går först till Southampton och därifrån med båt till Tahiti. Från Tahiti reser familjen vidare till Raroia, där den största delen av handlingen utspelas.

## Avsnitt
1. Familjerådet
2. Atomspionerna
3. Tahiti
4. Noaks ark
5. Raroia
6. Doktorn kommer
7. Fiskafänge
8. Hajäventyret
9. Kopraön
10. Spökgroparna
11. Sköldpaddsjakt
12. Pärldykarna
13. Skeppsbrutna

## Rollista
| Roland Grönros                   | – Villervalle (eg. Vilhelm Valdemar) |
| Gittan Wernström                 | – Lenalisa                           |
| Olof Thunberg                    | – Dr Ernst Botman, näringsexpert     |
| Lena Granhagen                   | – Mamma Botman                       |
| Anna-Lisa Baude                  | – Farmor                             |
| Bengt Danielsson                 | – sig själv                          |
| Marie-Louise (Maruia) Danielsson | – sig själv Avsnitt 3                |
| Revi                             | – Kaoko, fiskarens son               |
| Tetohu                           | – Fiskaren                           |
| Monsieur Moule                   | – Värdshusägaren                     |
| Rex Brådhe                       | – Nisse Avsnitt 1                    |
| Torsten Lilliecrona              | – Fotbollsfarbrorn Avsnitt 1         |

## Skillnader mellan originalboken och TV-serien
I seriens första avsnitt ses Villervalle och familjen bo i och lämna Stockholm för avfärd till Söderhavet. I boken bor de istället i Bengt Danielssons hemstad Norrköping.
I seriens första avsnitt visas under familjerådet att pappa Ernst förklarar att båten går ifrån Southampton om bara några veckor till skillnad från i Danielssons bok där  de tar tåget till Marseille för båtavfärd därifrån på en båt vid namn Tahitien, där Villervalle träffar sin vän Kaoko som under några år levt ett något kringflackande liv.
TV-seriens Sjusov är i boken ifrån Jugoslavien och heter Pasternak, vilket gör att Villervalle kallar dem för palsternackor. Något som inte förstås av hans och Lenalisas nya vänner på båten därför att dessa inte talar svenska. De båda blir dessutom vänner, om än inte nära, med familjen Botman.
En av de stora förändringar som gjorts i TV-versionen är dock ett tillägg av en karaktär i Söderhavet, Villervalles och familjens vän Tetuho som inte finns med i boken. Däri innehas hans roll som familjens mentor och vän istället av hövding Tokorangi. I boken är heller inte författaren Bengt Danielsson själv med, vilket han är i TV-serien.
I serien skickas familjen till Raroia, medan de i boken bosätter sig på atollen Fangatau.

## Produktion och distribution
Serien var en dyr och omdiskuterad produktion. Omklippningen 1968 till långfilm – Villervalle i Söderhavet – och utlandsförsäljningen ledde dock till att projektet till slut blev lönsamt.
Serien blev under 1980-talet tillgänglig på VHS. Serien gavs ut på DVD i mitten av 2013.